# Psammobatis bergi
Psammobatis bergi is een vissoort uit de familie van de Arhynchobatidae. De wetenschappelijke naam van de soort is voor het eerst geldig gepubliceerd in 1932 door Marini.